# Jacques de Germigny
Jacques de Germigny, baron de Germolles, mort à Paris en 1587, est un diplomate français du XVIe siècle.

## Biographie
Ambassadeur de France à Constantinople (1579-1585), il est à l'origine du premier traité de commerce et d'amitié entre l'Angleterre et la Turquie. Il a laissé une Relation présentée à Henri III qui a été insérée dans les Archives curieuses de l'histoire de France.

## Publication
- Correspondance de Jacques de Germigny, baron de Germolles, ambassadeur de France en Levant (1577-1584) (Lire sur Gallica)